# Edo de Waart
Edo de Waart  est un chef d'orchestre néerlandais, né le 1er juin 1941 à Amsterdam aux Pays-Bas.

## Biographie
Il étudie le hautbois, le  piano et la direction au Conservatoire Sweelinck à Amsterdam où il est diplômé en 1962. L'année suivante, il est engagé comme hautboïste à l'Orchestre royal du Concertgebouw d'Amsterdam.
En 1964, à seulement 23 ans, il remporte le concours de direction Dimitri Mitropoulos de New York qui lui permet de devenir l'assistant de Leonard Bernstein à l'Orchestre philharmonique de New York. À son retour aux Pays-Bas, il est nommé assistant de Bernard Haitink au Concertgebouw d'Amsterdam.
En 1967, il poursuit sa carrière à Rotterdam avant de rejoindre en 1975, comme principal chef invité  l'Orchestre symphonique de San Francisco avec lequel il enregistrera en 2015 la Symphonie N° 3 de Camille Saint-Saëns. De 1986 à 1995, il dirige l'Orchestre symphonique du Minnesota.
En 1989, il dirige l'Orchestre philharmonique de la radio des Pays-Bas dont il est aujourd'hui chef lauréat.
Il rejoint l'Orchestre symphonique de Sydney de 1995 à 2004, puis devient directeur artistique de l'Orchestre philharmonique de Hong Kong.
De Waart a également été invité à diriger les orchestres majeurs à travers le monde :Orchestre philharmonique de Berlin, Orchestre du Gewandhaus de Leipzig, Orchestre Philharmonia de Londres, Royal Philharmonic Orchestra, Orchestre de la Suisse romande, Orchestre symphonique de Boston, Orchestre de Cleveland, Orchestre philharmonique de Los Angeles ou Orchestre symphonique de Chicago. Il a dirigé également de nombreux opéras.

## Répertoire
Défenseur du répertoire contemporain, De Waart a notamment assuré les premières de :
- l'opéra Nixon in China de John Adams avec l'Orchestre de l'église Saint-Luc en octobre 1987 à Houston[1].
- Variations for Winds, Strings and Keyboards de Steve Reich.